# 雷伊市政體育場
雷伊市政體育場（Stade Municipal du Ray）是法國尼斯的一座足球場，座落尼斯市中心。1927年啟用後成為法甲球隊尼斯足球俱樂部的主場球場。由於設施老舊及球場觀眾容量偏少，2013年同市安聯里維耶拉球場建成啟用後被關閉。

## 外部連結
- 维基共享资源上的相關多媒體資源：雷伊市政體育場